# Antoni van Leeuwenhoek
Anton van Leeuwenhoek [ˈantoːnɛɪ̯ ˈvɑn ˈleːwənhuk] (n. 24 octombrie 1632, Delft, Țările de Jos - d. 27 august 1723 în localitatea natală) a fost un biolog neerlandez, inventatorul microscopului.
Leeuwenhoek este considerat în mod tradițional unul dintre marii tehnicieni care au contribuit la progresul științei. Deși nu el a inventat microscopul, a fost primul care l-a folosit cu un mare talent observațional și descriptiv. Provenea dintr-o familie modestă și avea serioase lacune în instruire - comunicările lui către Societatea Regală Britanică necesitau o traducere din dialectul neerlandez vorbit de el. Cu toate acestea, la o privire retrospectivă, descoperim că realizările lui sunt unice și foarte variate. Este considerat îndeobște fondatorul științei microbiologiei, dar a avut contribuții însemnate și în alte științe, cum ar fi embriologia, cristalografia și chimia. Unele din observațiile sale erau atât de precise, încât au putut fi folosite ca bază de interpretare și după două secole. „Ar fi foarte greu să găsești un om pe măsura lui Leeuwenhoek”, scria Brian J. Ford, „atât în ceea ce privește varietatea domeniilor, cât și profunzimea la care a ajuns.” Folosind microscop simplu, el a obținut rezultate spectaculoase. Văzută prin ochii lui complexitatea lumii naturale a căpătat noi dimensiuni.

## Biografie
Născut la Delft, în Olanda Unită, pe 24 octombrie 1632, Anton van Leeuwenhoek a fost fiul lui Philips Antonyszoon van Leeuwenhoek și al Margarethei Bel van den Berch. Tatal lui, împletitor de coșuri, a murit când van Leeuwenhoek avea vreo șase ani, iar mama lui s-a recăsătorit după aceea cu un pictor, Jacob Molijn. După ce a primit o educație elementară, la 16 ani Leeuwenhoek a devenit ucenicul unui pânzar. La sfârșitul uceniciei, și-a deschis un atelier propriu în orașul natal. Pe lângă activitățile comerciale, pe când avea doar 20 de ani, a primit și o slujbă-sinecură, fiind angajat îngrijitor pe lângă șeriful de Delft, iar mai târziu inspector pentru măsuri și greutăți. El îl cunoștea pe marele pictor Jan Vermeer și a fost numit executor testamentar al acestuia. Leeuwenhoek nu avea studii superioare, dar cariera lui științifică începe la 40 de ani și se întinde pe parcursul a aproximativ 50 de ani.
Se pare că microscopul a fost inventat cu puțin timp înainte de lunetă, probabil prin 1590. Spre deosebire de lunetă, microscopul nu a condus imediat la obținerea unor informații utile. Dar în 1660 Marcello Malpighi a detectat vasele capilare din plămânii unei broaște, consolidând realizările lui William Harvey și descoperind apoi și circulația sângelui. Iar în 1665 Robert Hooke și-a publicat Micrographia. Folosind un microscop construit după o concepție proprie, Hooke a furnizat descrieri detaliate ale structurilor insectelor și plantelor și, remarcând micile compartimente dintr-o așchie de coajă de copac, a introdus noțiunea de „celulă”. Aceste descoperiri explică aprecierea de care s-a bucurat Leeuwenhoek, date fiind calitatea și extinderea observațiilor lui, excelenta tehnică și faptul că a urmat, intuitiv, metoda științifică riguroasă.

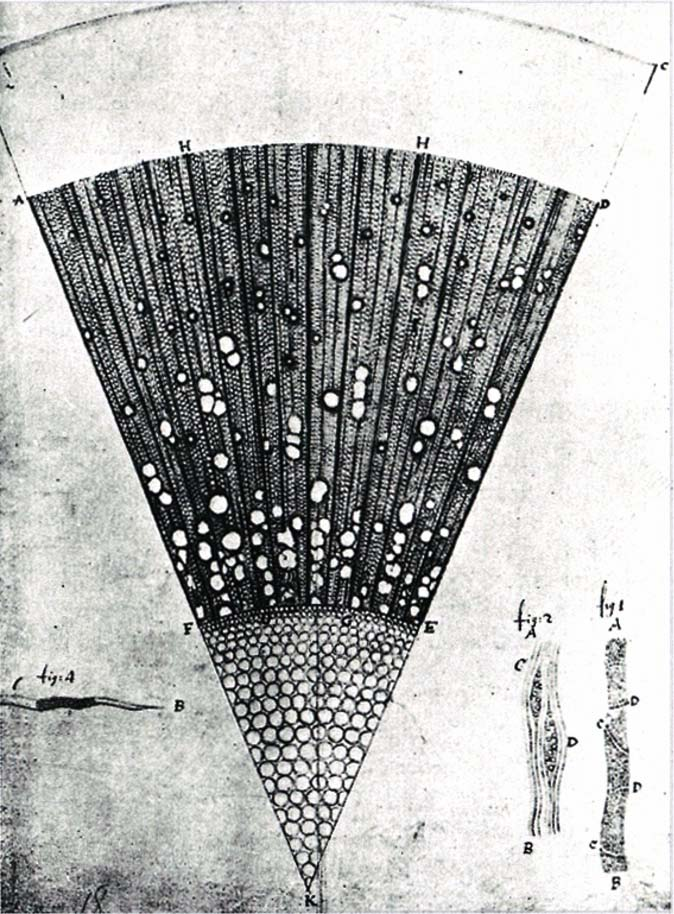
Desen realizat de Leeuwenhoek după o secțiune dintr-un lemn de frasin observată la microscop

În 1673, Leeuwenhoek a trimis prima din multele sale scrisori adresate Societății Regale din Anglia, în care făcea descrierea mucegaiului, a unui ac de albină și a unui păduche. Scrisoarea a fost imediat publicată in Philosophical Transactions, fiind urmată de multe altele - în total 165 - în decurs de 50 de ani. Scriind în limba sa maternă, Leeuwenhoek avea un stil direct și totuși foarte inteligibil. A descris o mare diversitate de specimene. În 1676, el considera protozoarele descoperite în apa de ploaie drept niște „mici animacule”, și
„cele mai jalnice ființe din câte mi-a fost dat să văd pentru că, atunci când se întâlnesc cu oricare din particulele sau micile filamente din apă (care se găsesc din abundență în apă, mai ales dacă e statută de mai multe zile), ele se prind în acestea; iar atunci își strâng corpul într-o formă ovală și se luptă, întinzându-se cu vigoare, ca să scape de coadă; apoi tot corpul se întoarce spre restul de coadă, iar coada redevine încolăcită, ca o sârma de cupru sau de fier care, după ce a fost învârtită în jurul unui băț rotund și apoi scoasă, își păstrează toate spirele.”
„Animaculele” lui Leeuwenhoek - termenul generic folosit de el pentru organismele vii văzute la microscop - puteau fi văzute și în propriile fecale, pe care le-a analizat cu mare atenție când erau mai „ușoare decât de obicei”.

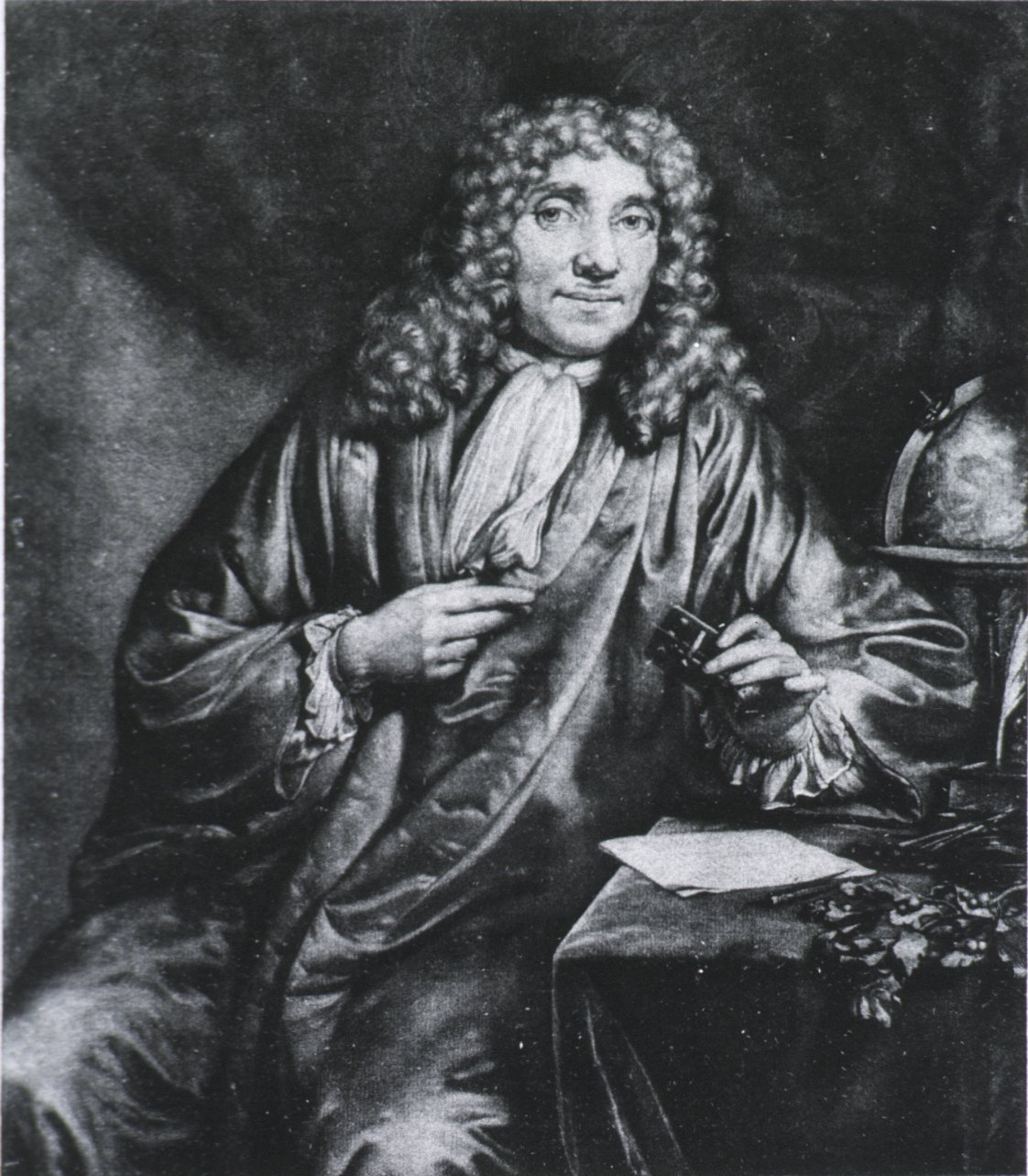
Anton van Leeuwenhoek

În 1683, Leeuwenhoek a făcut primele desene ale unor bacterii, dar nu avea nicio idee despre funcțiunile acestora. De fapt, multe din descoperirile lui Leeuwenhoek au putut fi înțelese mai bine doar după ce s-au înregistrat progrese în alte domenii. El a observat globulele de drojdie, nu a putut explica fermentarea, iar studiile lui comparative asupra spermei l-au condus la teoria ,,animaculelor" în reproducere, care, însă, nu a contribuit prea mult la dezvoltarea embriologiei. În general, unul din meritele lui Leeuwenhoek a fost acela că s-a limitat întotdeauna la dovezile găsite prin observație. Observațiile lui erau prețioase în sine fără a fi însoțite de teorii savante. Istoric vorbind, este putin probabil ca el să-și fi dat seama de originea bacteriană a bolilor sau de faptul ca rolul ovulului nu se rezuma doar la hrănirea fătului. Dar a arătat că gărgărița nu apare pur și simplu din grâu, ci din niște ouă depuse de insecte zburătoare. El a combătut vechiul concept de generație spontanee prin putrefacție; punctul lui de vedere avea să fie confirmat abia după două secole.
Leeuwenhoek nu a folosit un microscop compus, cu mai multe lentile, ci unul simplu, practic o lupă, pe care a lustruit-o singur. Aparatul lui cel mai rudimentar era o placă de alamă pe care potrivea lentila, împreună cu un șurub cu vârf, ca să mențină specimenele pe loc, pentru focalizare. Rezultatele cele mai remarcabile ale lui Leeuwenhoek au fost reproduse în secolul al XX-lea de către Brian J. Ford în fascinanta lui carte Lentila unică: istoria microscopului simplu. Examinând specimenele originale ale lui Leeuwenhoek, dintre care multe au fost păstrate cu grijă, Ford a descoperit că atât instrumentul, cât și omul de știință erau extraordinari.
Dacă Leeuwenhoek a comis vreo eroare științifică, aceasta a constat în faptul că și-a ținut ascunse față de alții metodele folosite. Pe măsură ce celebritatea lui se răspândea, el era vizitat de învățați și de nobili, dar uneori era irascibil, temându-se că vor să-i fure instrumentele. Leeuwenhoek era foarte prietenos atunci când era vizitat de țarul Petru cel Mare al Rusiei, căruia i-a arătat în 1698 circulația din coada unui țipar. Aceasta „l-a încântat în așa măsură pe print”, scrie prietenul și primul biograf al lui Leeuwenhoek, Gerard von Loon, „încât în aceste contemplații și în altele el a petrecut nu mai puțin de două ceasuri, iar la plecare i-a strâns mâna lui Leeuwenhoek și l-a asigurat de recunoștința lui pentru că i-a permis să vadă niște creaturi atât de mici”.
În 1680, Leeuwenhoek a fost ales în unanimitate membru al Societății Regale din Anglia, lucru care i-a făcut o plăcere deosebită. Tot atunci, a devenit și membru al Academiei Franceze de Științe. A fost căsătorit de două ori și de tot atâtea ori a rămas văduv. A trăit până la venerabila vârstă de nouăzeci ani, părăsind această lume pe 26 august 1723.